# Khaled Ahmed
Khaled Ahmed é um editor-chefe do famoso jornal semanário paquistanês The Friday Times, publicado em Lahore. Ele é um dos analistas e comentadores políticos mais conhecidos da imprensa paquistanesa.
Após ter deixado a carreira diplomática ele adoptou o jornalismo como profissão (o que só se tornou possível dado que findo o período do general Zia, a imprensa se tornou livre) tornando-se editor do jornal diário Frontier Post e o diário The Nation em Lahore.
Nasceu em 1943 em Jullundher, na Índia e após a partição ele estabeleceu-se em Lahore. Fez o seu mestrado em Literatura Inglesa na Universidade G.C. Lahore.
Para além do inglês, domina o Punjabi, Urdu, e outras línguas internacionais e regionais incluindo das áreas do norte do Paquistão

## Ideias
Khaled Ahmed pode ser considerado um pensador moderno, muçulmano sunita moderado, que descreve uma sociedade paquistanesa em ebulição. Ahmed acha que o problema da situação no Paquistão é interno e tem que ver com a vida nas sociedades islâmicas pós-colonialismo. Durante o colonialismo, a Charia não podia ser praticada. Com o nacionalismo árabe pós-colonialismo, alguns estados islâmicos não resistiram à tentação de enveredar por uma utopia orientada pelo islão político. Ele vê no Paquistão um conflito interno entre o Alto Islão e o Baixo Islão, de uma forma muito semelhante à colocada por Ernest Gellner (ver entrevista vídeo aqui abaixo).
Tradicionalmente no Paquistão havia uma forte linha de Baixo Islão, que em tempos recentes se tem sido visto em crescente conflito com a linha puritana e radical do Alto Islão.
Para Ahmed, foi um grande erro ter permitido que milhares de paquistaneses tenham combatido no Afeganistão contra o comunismo, mas também se tornando radicais islâmicos políticos. Formados nos madraçais paquistaneses, estes combatentes (muitas vezes mercenários) foram os grandes impulsionadores do movimento dos Talibans no Afeganistão.
Khaled Ahmed defende a reforma da sociedade paquistanesa, sem deixar de ser muçulmana mas tornando-se menos puritana, combatendo o islamismo radical (os juros são proibidos, por exemplo, uma imposição religiosa -de alguns sectores radicais- que é uma barreira ao funcionamento da economia). Os direitos das mulheres são um outro sector onde há que fazer reformas. Khaled Ahmed vê a necessidade de os muçulmanos moderados ganharem mais influência nas sociedades muçulmanas.